# Coupe de France masculine de volley-ball 2018-2019
 (décembre 2018).
Si vous disposez d'ouvrages ou d'articles de référence ou si vous connaissez des sites web de qualité traitant du thème abordé ici, merci de compléter l'article en donnant les références utiles à sa vérifiabilité et en les liant à la section « Notes et références ».
Navigation
Coupe de France 2017-2018 Coupe de France 2019-2020

La Coupe de France masculine de volley-ball 2018-2019 est la 36e édition de la Coupe de France, compétition à élimination directe mettant aux prises des clubs de volley-ball affiliés à la Fédération française de volley-ball. La Coupe de France qualifie pour la Coupe de la CEV (2e coupe européenne).

## Premier tour
| Date            | Heure | Équipe A                          | Score | Équipe B        |
| --------------- | ----- | --------------------------------- | ----- | --------------- |
| 4 décembre 2018 | 20:00 | Conflans-Andrésy-Jouy Volley-Ball | 1-3   | AS Cannes VB    |
| 4 décembre 2018 | 20:00 | Martigues Volley-Ball             | 2-3   | Narbonne Volley |

## Phase finale

### Huitièmes de finale
| Date             | Heure | Équipe A                       | Score | Équipe B          |
| ---------------- | ----- | ------------------------------ | ----- | ----------------- |
| 11 décembre 2018 | 20:00 | Narbonne Volley                | 3-1   | Paris Volley      |
| 11 décembre 2018 | 20:00 | AS Cannes VB                   | 2-3   | Stade poitevin VB |
| 11 décembre 2018 | 20:00 | Association sportive illacaise | 1-3   | Nice VB           |
| 11 décembre 2018 | 20:00 | Amiens Métropole Volley-Ball   | 0-3   | Rennes V35        |
| 11 décembre 2018 | 20:00 | UGS Nantes-Rezé                | 3-0   | GFC Ajaccio VB    |
| 11 décembre 2018 | 20:00 | Tours VB                       | 3-0   | Tourcoing LM      |
| 11 décembre 2018 | 19:30 | Arago de Sète                  | 0-3   | Spacer's Toulouse |
| 11 décembre 2018 | 20:00 | Chaumont VB52                  | 3-1   | Montpellier VUC   |

### Quarts de finale
| Date            | Heure | Équipe A          | Score | Équipe B          |
| --------------- | ----- | ----------------- | ----- | ----------------- |
| 22 janvier 2019 | 20:00 | Chaumont VB52     | 3-0   | Nice VB           |
| 22 janvier 2019 | 20:00 | UGS Nantes-Rezé   | 1-3   | Narbonne Volley   |
| 22 janvier 2019 | 20:00 | Stade poitevin VB | 1-3   | Rennes V35        |
| 23 janvier 2019 | 20:00 | Tours VB          | 3-0   | Spacer's Toulouse |

### Demi-finales
| Date         | Heure | Équipe A   | Score | Équipe B        |
| ------------ | ----- | ---------- | ----- | --------------- |
| 09 mars 2019 | 16:00 | Rennes V35 | 1-3   | Chaumont VB52   |
| 09 mars 2019 | 19:00 | Tours VB   | 3-0   | Narbonne Volley |

### Petite Finale
| Date         | Heure | Équipe A   | Score | Équipe B        |
| ------------ | ----- | ---------- | ----- | --------------- |
| 10 mars 2019 | 15:00 | Rennes V35 | 1-3   | Narbonne Volley |

### Finale
| Date         | Heure | Équipe A      | Score | Équipe B |
| ------------ | ----- | ------------- | ----- | -------- |
| 10 mars 2019 | 18:00 | Chaumont VB52 | 0-3   | Tours VB |